# 比布利赛姆
比布利赛姆（法語：Biblisheim，法語發音：[biblisaim] ⓘ）是法国下莱茵省的一个市镇，属于阿格诺-维桑堡区。

## 地理
比布利赛姆（48°53'56"N, 7°47'42"E）面积2.24 平方千米，位于法国大東部大區下莱茵省，该省份为法国大陆部分最东部的省份，是阿尔萨斯的一部分，今与上莱茵省组成了阿尔萨斯欧洲集体，其南至上莱茵省，西南接孚日省和默尔特-摩泽尔省，西接摩泽尔省，北与德国接壤，东侧沿莱茵河与德国相望。
与比布利赛姆接壤的市镇（或旧市镇、城区）包括：迪伦巴克、甘斯泰、阿格诺、叙尔堡、瓦尔堡。
比布利赛姆的时区为UTC+01:00、UTC+02:00（夏令时）。

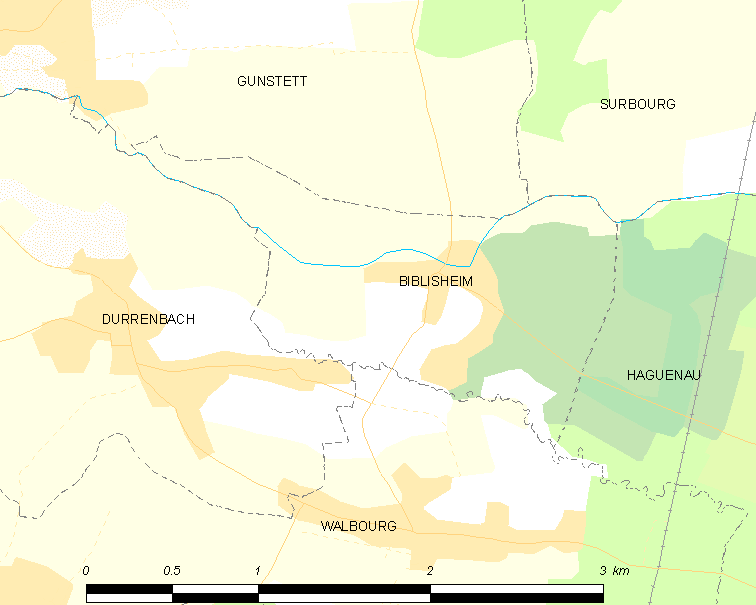
比布利赛姆的OSM定位图

## 行政
比布利赛姆的邮政编码为67360，INSEE市镇编码为67037。

## 政治
比布利赛姆所属的省级选区为賴什索芬縣。

## 人口

1962-2008年间比布利赛姆人口变化图示

比布利赛姆于2022年1月1日时的人口数量为353人。